# Warscheneck
Das Warscheneck ist der 2388 m ü. A. hohe Hauptgipfel der gleichnamigen Warscheneckgruppe im oberösterreichischen Teil des Toten Gebirges. Das Warscheneck ist stark gegliedert und bildet zusammen mit mehreren Nebengipfeln ein Bergmassiv, das auch als Warscheneckstock bezeichnet wird. Das stark verkarstete Massiv besteht vorwiegend aus Dachsteinkalk und entwässert größtenteils unterirdisch. Durch Alpenvereinshütten und ein großes Wegenetz ist das Warscheneck für den Tourismus erschlossen. Bei der Wurzeralm befindet sich ein Wintersportgebiet.

## Geographie
Verwaltungsmäßig befindet sich das Warschenck zum größten Teil im Bezirk Kirchdorf. Folgende Gemeinden des Bezirkes Kirchdorf haben Anteil am Warscheneck: Vorderstoder, Roßleithen und Spital am Pyhrn. Die Grenze zum Bezirk Liezen in der Steiermark verläuft zwischen den Nebengipfeln Liezener und Roßarsch. Im Bezirk Liezen hat die Stadtgemeinde Liezen Anteil am Warscheneck.

### Geomorphologie
Die höchsten Teile des Warscheneck bilden einen Grat, der sich vom Nebengipfel des Roßarsch 2229 m ü. A. im Westen über den Hauptgipfel zum 2133 m ü. A. hohen Toten Mann im Osten zieht. Im Norden bildet der Arbesboden ein welliges Plateau, das in zwei Kämmen ausläuft. Der westliche Kamm, der mit steilen Flanken ins Luigistal und Windhagerkar abbricht, zieht als breiter Rücken zum Lagersberg (2008 m ü. A.). Der östliche Kamm führt über die Drei Türme (1842 m ü. A.) und läuft im Windhagerrücken aus. Dieser Kamm trennt das Windhagerkar und das Glöcklkar. Im Norden vom Toten Mann trennt der breite Rücken des Riegler Ramitsch das Glöcklkar vom Stofferkar. Von der Speikwiese setzt sich ein Sekundärgrat nach Osten bis zum Rote Wand Sattel fort. Vom Hauptgipfel reicht der Südostgrat weit in das Plateau hinaus und endet mit dem Widerlechnerstein (2107 m ü. A.). Der zum Ramesch (2119 m ü. A.) ziehende Ostgrat ist vor diesem durch die Frauenscharte unterbrochen, wo Frauen- und Brunnsteiner Kar ineinander übergehen und den Ramesch somit vollständig isolieren. Unter der 500 m hohen Warschneck-Südwand ist das Weitkar eingebettet.

## Geologie
Tektonisch ist die Warscheneckgruppe eine mächtige, nordvergente Falte der Warscheneckdecke, die zur juvavischen Deckeneinheit (Juvavikum) gehört. Zwischen Roßarsch und Toter Mann tritt hier vorwiegend gebankter Dachsteinkalk zu Tage, der vom Norium bis zum Rhaetium der Trias vor etwa 228 bis 200 Millionen Jahren aufgebaut wurde. In einem sehr kleinen Bereich des Hauptgipfels und an der Nordseite des Riegler Ramitsch treten Hierlatzkalke (Schwellenfazies) aus dem Jura auf.

### Hydrogeologie

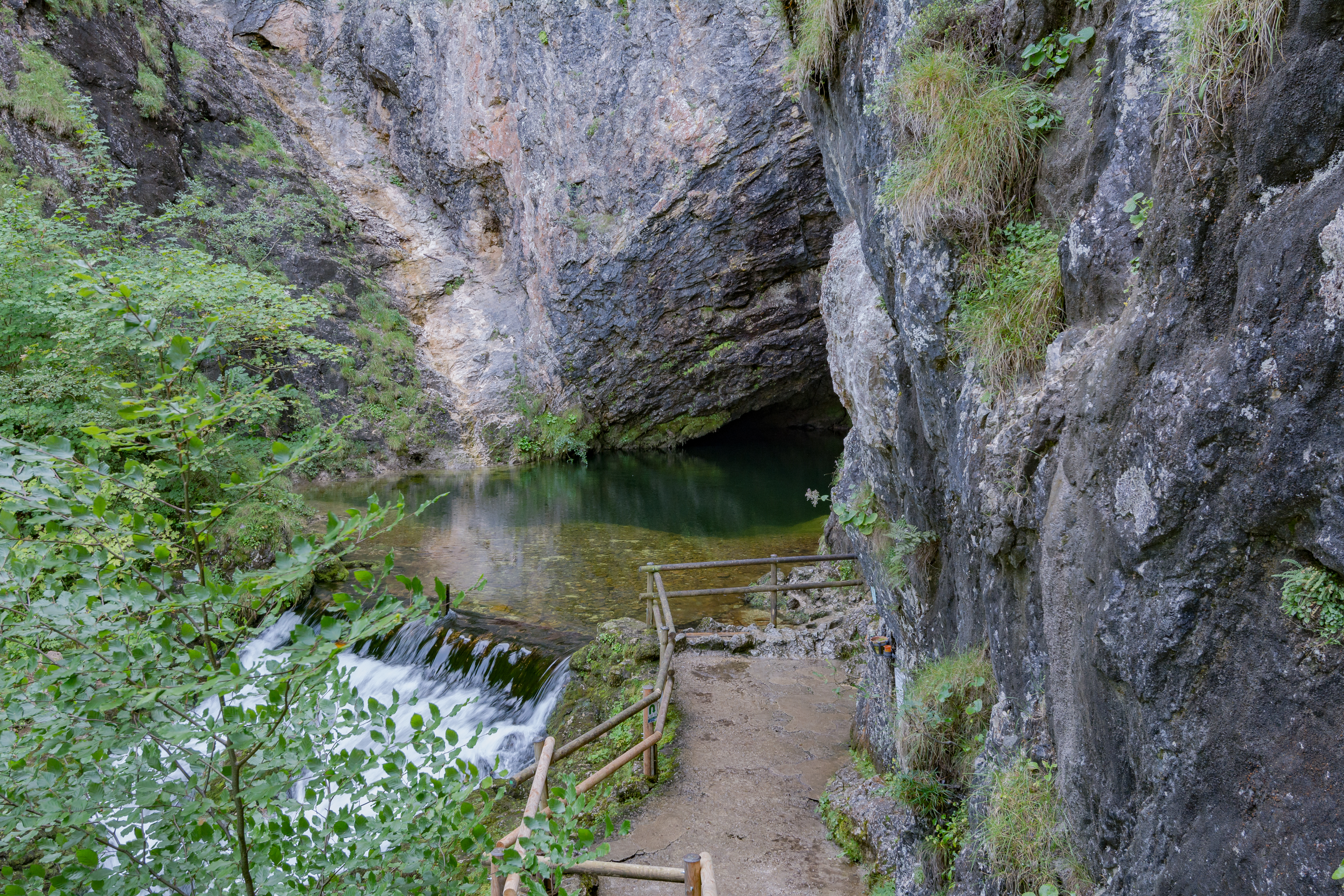
Der Pießling-Ursprung am Nordfuß des Warschenecks

Der tiefgründig verkarstete Dachsteinkalk, welcher von Grundwasser stauenden Werfener Schichten und Haselgebirge unterlagert wird, entwässert unterirdisch. So befinden sich am Plateau keine Seen oder Bäche. Die Entwässerung des Karststockes nach Norden erfolgt vorwiegend über die Großquelle Pießling-Ursprung mit einer durchschnittlichen Schüttungsmenge von 2.200 l/s, aber auch ins Steyrtal, wo südlich von Hinterstoder einzelne Quellen genutzt werden. Am Fuße des Brunnsteiner Kars befindet sich auf 1422 m ü. A. der Brunnsteiner See, wo die Teichl entspringt.

### Höhlen
Der gut verkarstungsfähige Dachsteinkalk bietet im Zusammenwirken mit dem übrigen Trennflächengefüge günstige Voraussetzungen für die Höhlenbildung. Mit Stand 2002 sind in der Katastergruppe 1636 (Warscheneck) des Österreichischen Höhlenverzeichnisses 46 Höhlen verzeichnet. Der Pießling-Ursprung (Kat.Nr. 1636/3) besitzt neben dem Siphonteilen auch ein ausgedehntes lufterfülltes Gangsystem. Der Trockenteil ist etwa einen Kilometer lang.

## Flora und Vegetation

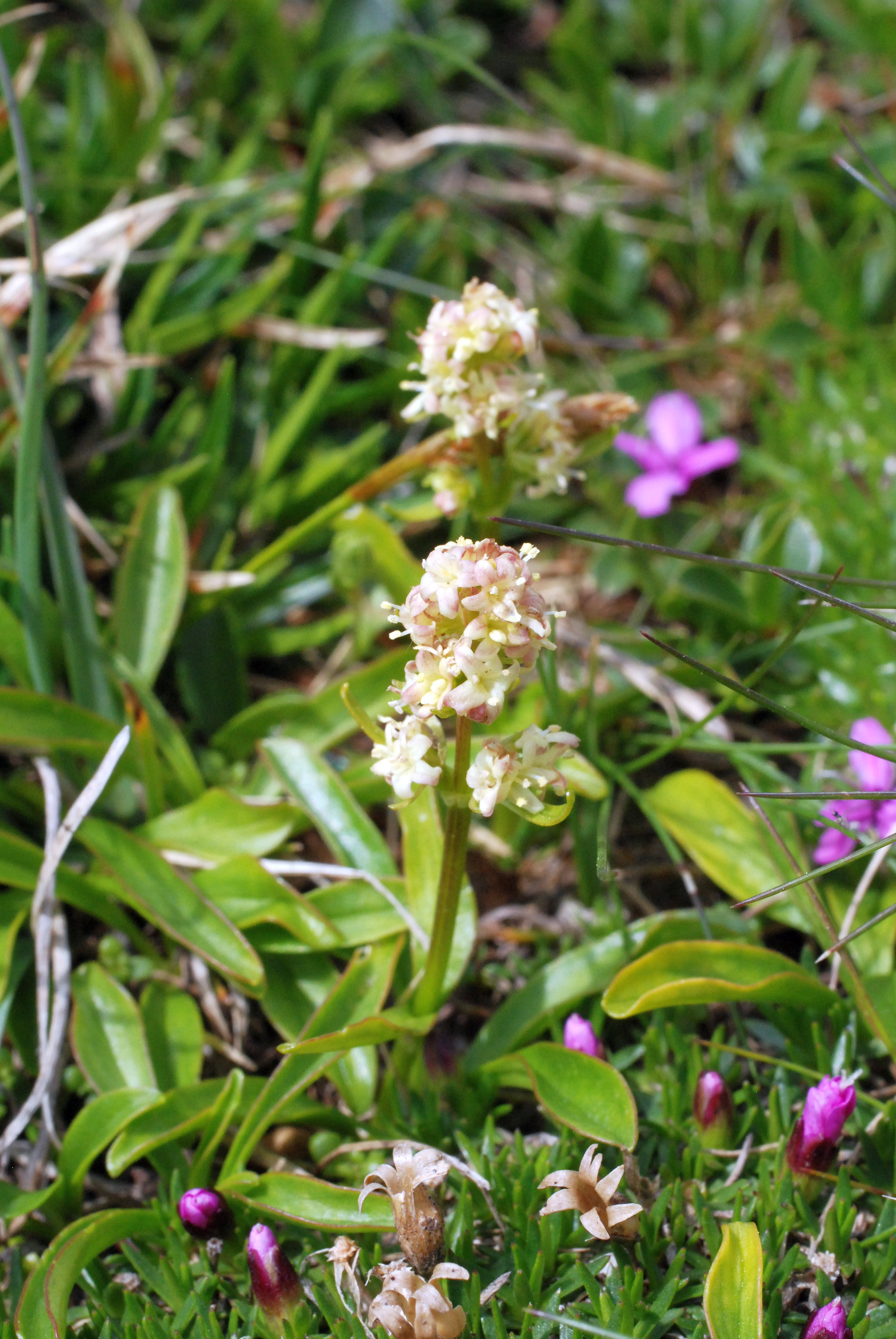
Valeriana celtica mit Silene acaulis and Carex firma, Warscheneckgipfelbereich auf etwa ~2300 m

Das Plateau befindet sich durchwegs über der Waldgrenze. Die Bergkiefer (Pinus mugo) überschreitet nicht 2000 m ü. A. Darüber dominieren alpine Rasen und Schneetälchen die Vegetation.
In oberflächlich versauerten Polsterseggenrasen der Speikwiese sowie der Arbesböden wächst häufig der Echte Speik (Valeriana celtica). Weitere kalkmeidend Arten wie Karpaten-Katzenpfötchen (Antennaria carpatica), Zwerg-Augentrost (Euphrasia minima), Alpen-Glockenblume (Campanula alpina) oder die Gämsheide (Loiseleuria procumbens) kommen hier ebenfalls vor. In den höchsten Lagen um den Gipfel sind Vorkommen des Krainer Greiskrauts (Jacobaea incana subsp. carniolica) und Sauters Felsenblümchen (Draba sauteri) erwähnenswert.

## Fauna
Das Gebiet des Warschenecks ist für Gämsen (Rupicapra rupicapra) ein Rückzugsgebiet; die Tiere treten in hohen Dichten auf. Auch Schneehasen (Lepus timidus) leben im Gebiet. Alpendohlen (Pyrrhocorax graculus) und Kolkraben (Corvus corax) sind häufig anzutreffen. Seltener sind Alpenschneehuhn (Lagopus muta), Birkhuhn (Lyrurus tetrix) und Auerhuhn (Tetrao urogallus). Alpenbraunellen (Prunella collaris) und Schneefink (Montifringilla nivalis) wurden ebenfalls nachgewiesen. Das Warscheneck ist auch Verbreitungsgebiet des Steinadlers (Aquila chrysaetos).

## Naturschutz
Das gesamte Gebiet des Warschenecks steht unter Naturschutz und wird von drei Naturschutzgebieten abgedeckt. In Oberösterreich sind dies das Naturschutzgebiet Warscheneck Nord (n134) mit 27 km² und Warscheneck Süd (n110) mit 12 km². In der Steiermark grenzt das Naturschutzgebiet Totes Gebirge Ost (NSG 17) unmittelbar an.

## Namenskunde
Warscheneck leitet sich vom althochdeutschen Wort „wähse“ ab und bedeutet „scharf“.
Toter Mann stammt vom keltischen „Tota magos“ ab. „Tota/Teuto“ bedeutet Volk und „magos“ Feld und verweist somit auf einen Versammlungsplatz. In Österreich und Deutschland gibt es mehrere gleichnamige Flurnamen. Stets sind es breite, flache Höhenkuppen mit weitem Rundblick, die von vielen Seiten relativ leicht erreicht werden können. Sie liegen etwas entfernt von den Ortschaften im freien Gelände.

## Wander-Tourismus

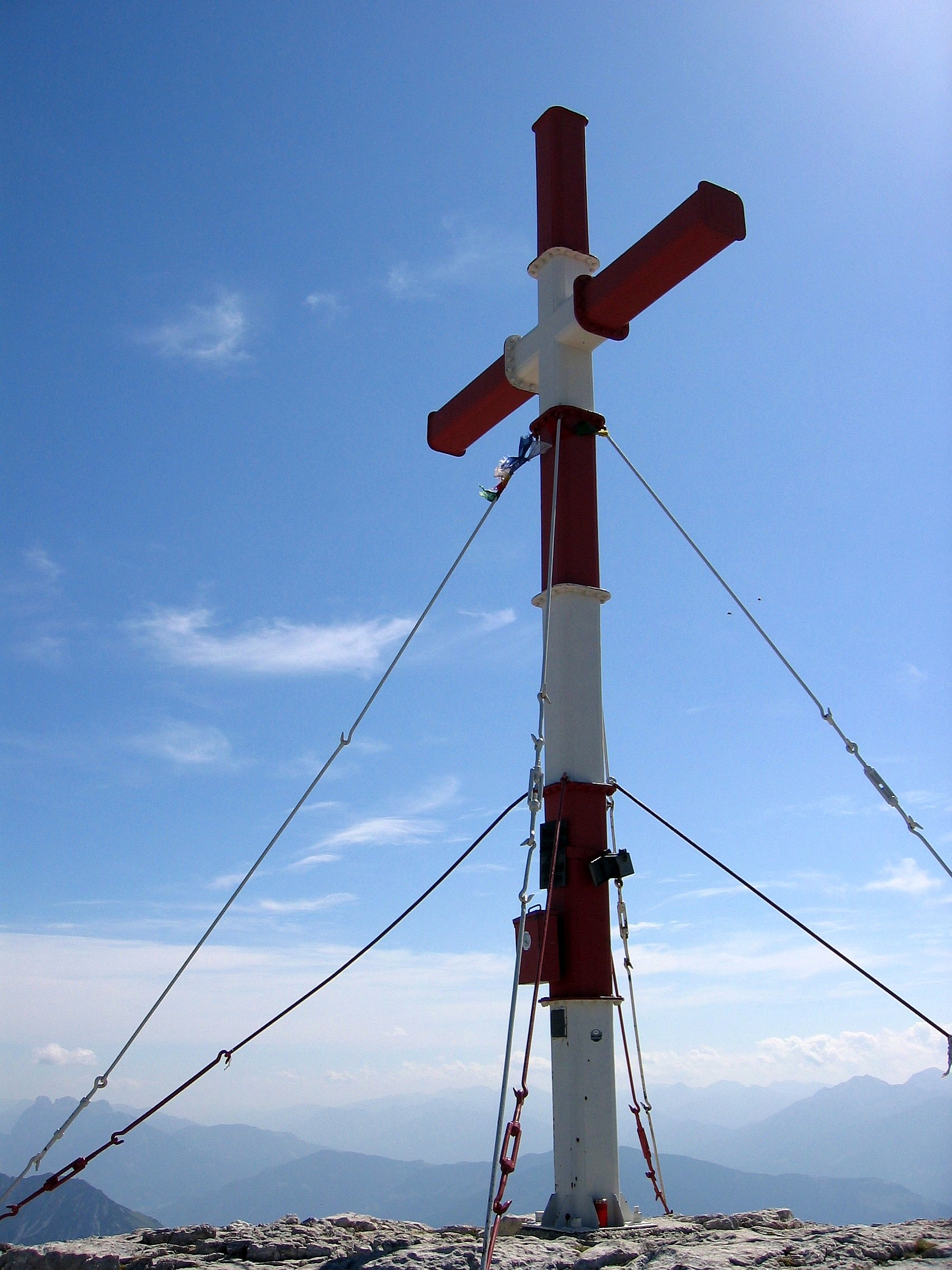
Das Gipfelkreuz auf 2388 m

Das Warscheneck kann von mehreren Seiten unschwierig bestiegen werden. Zusätzlich erleichtern drei günstig gelegene Schutzhütten die Besteigung und machen das Warscheneck zu einem der meistbesuchten Gipfel des Toten Gebirges. Die Dümlerhütte befindet sich im Nordosten am Ende des Stofferkars. Die Zellerhütte liegt im Nordwesten. Das Linzer Haus steht auf der Wurzeralm.
Markierte Anstiege:
- Weg 201 (Teil des Nordalpenwegs 01 und des Europäischen Fernwanderwegs E4): Spital am Pyhrn – Linzer Haus – Brunnsteinersee – Speikwiese – Toter Mann – Warscheneck – Zellerhütte – Vorderstoder
- Weg 219: Hochmölbinghütte – Hochmölbing – Schrocken – Elmscharte – Wetterluckn – Warschneck
- Weg 293: Roßleithen – Dümlerhütte – Rote Wand Sattel – zum Weg 201 unterhalb der Speikwiese
- Süd-Ost-Grat: Linzer Haus – Widerlechnerstein – Warscheneck